# Therese-Giehse-Allee (métro de Munich)
Therese-Giehse-Allee (en allemand : U-Bahnhof Therese-Giehse-Allee) est une station de la ligne U5 du métro de Munich. Elle est située sous un parc à côté de la rue du même nom dans le quartier de Neuperlach, secteur de Ramersdorf-Perlach, à Munich en Allemagne.

## situation sur le réseau

Plan du métro (2020).

La station se situe . Elle se situe , qui porte

## Histoire
Le nom de planification de la station est Neuperlach-Subzentrum. Elle est inaugurée avec la ligne vers Neuperlach Süd le 18 octobre 1980 et est desservie par la ligne 5 depuis 1988. Les murs sont revêtus de panneaux de fibrociment, les piliers au milieu de carreaux bruns. La plate-forme, conçue comme une plate-forme centrale, est faite de galets synthétiques. Son nom est un rappel de celui du parc situé au dessus qui fait référence à l'actrice Therese Giehse.

## Services aux voyageurs

### Accès et accueil
À l'extrémité sud une rampe mène à la surface.

### Intermodalité
Il n'y a pas de correspondances.